# Тетрархия
Тетра́рхия (греч. τετραρχία — правление четырёх, четверовластие) — название политического режима, при котором верховная власть разделена между четырьмя людьми (тетрархами; четверовластниками). Как правило, тетрархией называется система управления Римской империей, введённая императором Диоклетианом в 293 г. и продолжавшаяся до 313 года. Её введением был разрешён Кризис Римской империи III века.

## Создание Тетрархии
В 285 году император Диоклетиан назначил военачальника Максимиана младшим соправителем («цезарем»), а в 286 году — «августом». Диоклетиан управлял восточной половиной империи, а Максимиан — западной. В 293 году, посчитав, что военные и гражданские проблемы требуют специализации, Диоклетиан с согласия Максимиана назначил двух цезарей в помощники августам: Галерия и Констанция Хлора. Предполагалось, что августы будут отрекаться после 20-летнего правления, а власть будет переходить к цезарям. Так была создана первая тетрархия.

## Столицы тетрархии

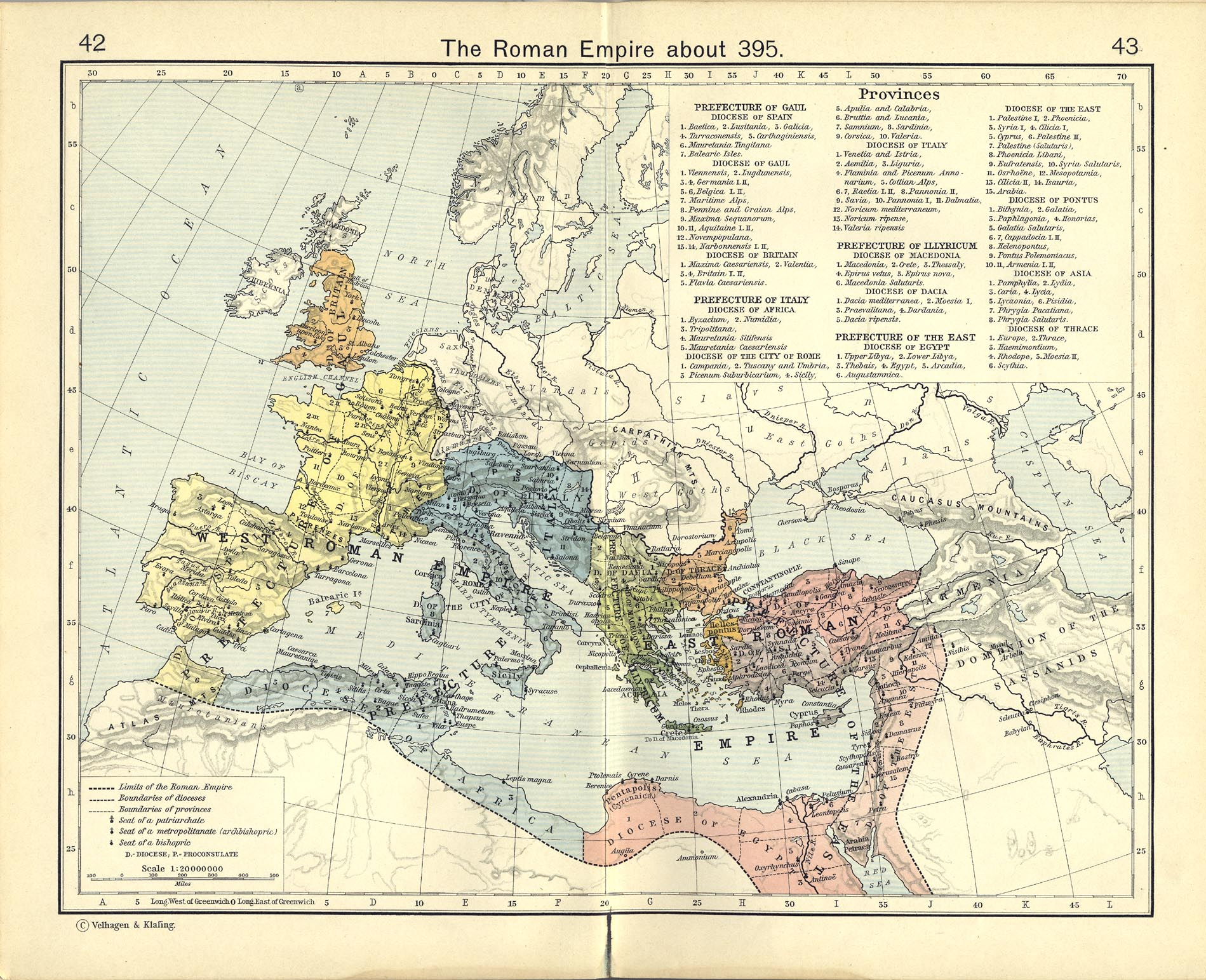
Карта Римской империи около 395 г., показывающая префектуры Галлию, Италию, Иллирию и Восток, примерно соответствующие зонам влияния четырёх тетрархов.

Четыре тетрарха базировались не в Риме, а в других городах ближе к границам — военных штабах, руководящих защитой империи от врагов (Сасанидской Персии) и варваров (в основном германцев, а также многочисленных кочевников из восточных степей) на Рейне и Дунае. Эти города известны как «столицы тетрархов». Хотя Рим перестал быть действующей столицей, «Вечный Город» оставался номинальной столицей всей империи. Он не был низведён до уровня провинции, но подчинялся префекту города (praefectus urbis). В дальнейшем та же система была введена в Константинополе.
Четырьмя столицами тетрархов были:
- Никомедия в северо-западной Малой Азии (сейчас Измит в Турции), база для защиты от вторжений с Балкан и из Персии. Никомедия, была столицей Диоклетиана, восточного и главнейшего августа. При последней реорганизации в 318 г. Константином I Великим его область, соседствовавшая с наиболее сильным врагом — Персией, стала преторианской префектурой Oriens («Восток»), ядром будущей Византии.

- Сирмий (сейчас Сремска-Митровица в районе Воеводина современной Сербии, около Белграда) на дунайской границе была столицей Галерия, восточного цезаря. Она стала балканско-дунайской префектурой Иллирия.

- Медиолан (сейчас Милан, около Альп), а не Рим, был столицей Максимиана, западного августа. Его областью стала Италия и Африка с незначительной протяженностью внешних границ.

- Августа Треверорум (сейчас Трир, в Германии) была отдалённой столицей Констанция Хлора, западного цезаря, около важной границы по Рейну. Поэтому несколько раньше она была столицей галльского императора Тетрика I. Эта четверть стала префектурой Галлия и включала Германию, Галлию, Испанию и Британию.

Аквилея, порт на побережье Адриатики, и Эборак (сейчас Йорк) в северной Англии, неподалёку от кельтских племен в современных Шотландии и Ирландии), также были важными городами для Максимиана и Констанция соответственно.
Между четырьмя тетрархами не было чёткого разделения земель, так что нельзя считать, что в это время Римская империя распалась на четыре государства. У каждого императора была зона влияния внутри Римской империи, но не более того. Верховная власть фактически принадлежала Диоклетиану. В основном каждый занимался командованием военными кампаниями, а управлением занималась бюрократия, возглавляемая префектом претория каждого тетрарха. Префектам были подчинены викарии, возглавлявшие диоцезы, административные единицы, которых сначала было двенадцать, а позднее пятнадцать. В состав диоцеза входило до 16 провинций.
См. перечень римских провинций.
На западе август Максимиан управлял провинциями к западу от Адриатики и Малого Сирта, а внутри этого района его цезарь, Констанций, контролировал Галлию, Британию, Германию и Испанию. На востоке взаимоотношения между августом Диоклетианом и его цезарем Галерием были очерчены гораздо менее четко.

## Упадок тетрархии

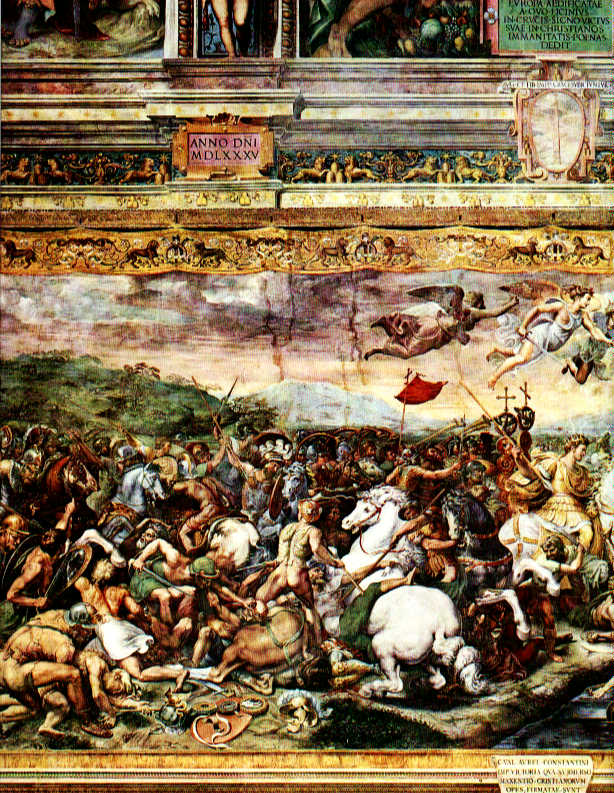
Константин в битве у Мильвийского моста, фреска Рафаэля, Ватикан.

### Беспорядки и падение
В 305 году закончился 20-летний срок правления Диоклетиана и Максимиана, и оба сложили с себя полномочия. Их цезари, Галерий и Констанций Хлор, оба стали августами и назначили двух новых цезарей, Максимина — Галерию и Флавия Валерия Севера — Констанцию. Вчетвером они образовали вторую тетрархию.
Однако вскоре эта система нарушилась. Когда Констанций умер в 306 г., Галерий назначил Севера августом, в то время как Константин I, сын Констанция, был также провозглашён августом войсками своего отца. В то же время Максенций, сын Максимиана, не захотел быть исключённым и одержал победу над Севером, заставив того отречься от трона. Затем Максенций приказал убить Севера в 307 г. И Максенций, и Максимиан провозгласили себя августами. Таким образом, в 308 г. на звание августа образовалось четыре претендента (Галерий, Константин, Максимиан и Максенций), а на звание цезаря — только один (Максимин).
В 308 г. Галерий вместе с ушедшим на покой Диоклетианом и, казалось бы, ушедшим на покой Максимианом, созвали имперскую конференцию в Карнунтуме на Дунае, где было решено, что августом на западе станет Лициний, а его цезарем — Константин. На востоке, августом останется Галерий, а его цезарем — Максимин. Максимиан должен был уйти от дел, а Максенция объявили узурпатором. Это соглашение ни к чему хорошему не привело — к 308 г. Максенций, лишённый имперского престола, всё равно стал фактическим правителем Италии и Африки. Кроме того, ни Константин, ни Максимин — оба цезари с 305 г. — не были готовы стерпеть назначение Лициния на пост августа.
Константина и Максимина пытались успокоить, пожаловав им ничего не значащий титул filius Augusti («сын Августа», что ничем не отличалось от звания цезаря, ибо также подразумевало наследование), но в 309 г. их тоже признали августами. Однако существование четырёх равноправных августов, находящихся друг с другом в ссоре, ничего хорошего не предвещало.

### Конец тетрархии
Между 309 и 313 г. большинство претендентов на имперские посты умерли или были убиты во внутренних распрях. Константин приказал задушить Максимиана в 310 г. Галерий умер от естественных причин в 311 г. Константин победил Максенция в битве у Мильвийского моста в 312 г., и вскоре Максенций был убит. Максимин покончил с собой в Тарсе в 313 г., потерпев поражение от Лициния.
К 313 году осталось только два императора: Константин на западе и Лициний на востоке. Тетрархия завершилась, хотя только в 324 г. Константин победил Лициния, объединил обе половины Римской империи и провозгласил себя единственным августом.

## Наследие
Хотя тетрархия длилась только до 313 года, многие её черты сохранились и впоследствии. Деление империи на четыре региона продолжалось в форме префектур, каждой из которых управлял префект претория. Префектуры были разделены на диоцезы, которые в свою очередь — на провинции.
Понятие consortium imperii, разделения имперской власти, неоднократно появлялось в дальнейшем.
Идея деления на две части, запад и восток, также не исчезла. В конце концов она привела к окончательному разделу Римской империи на две независимые части.

## Другие тетрархии
На тетрархии делилась древняя Фессалия: это были Фессалиотида, Фтиотида, Пелазгиотида и Гистиеотида. Филипп II Македонский при реорганизации Фессалии восстановил исконное деление области на четыре округа, причем наряду с тетрархией установил так называемые декархии.
Тетрархиями назывались также части областей, занятых в Галатии (в Малой Азии) тремя галльскими племенами (трокмами, тектосагами и толистобоями): во главе каждой части стоял тетрарх, имевший высшую военную и судебную власть, которая была наследственной и пожизненной.
Двенадцать тетрархов и 300 старейшин составляли национальное собрание названных трёх племён. Это деление Галатии на тетрархии удержалось до времён Помпея, при котором вся область соединилась под властью одного правителя, Дейотара.
Под именем тетрархов были известны также правители некоторых сирийских племён и некоторые из членов царствующего дома Иродиадов в Палестине.